# Caradrina aethiops
Caradrina aethiops är en fjärilsart som beskrevs av Charles Boursin 1939. Caradrina aethiops ingår i släktet Caradrina och familjen nattflyn. Inga underarter finns listade i Catalogue of Life.